# Гриктаун (Балтимор)
Грикта́ун — район города Балтимор (Мэриленд, США).
Расположен между Ломбард-стрит на севере, О’Доннелл-стрит на юге, Саут-Хейвен на западе и автомагистралью I-895 на востоке. Через район пролегает большой отрезок Истерн-авеню.

## История

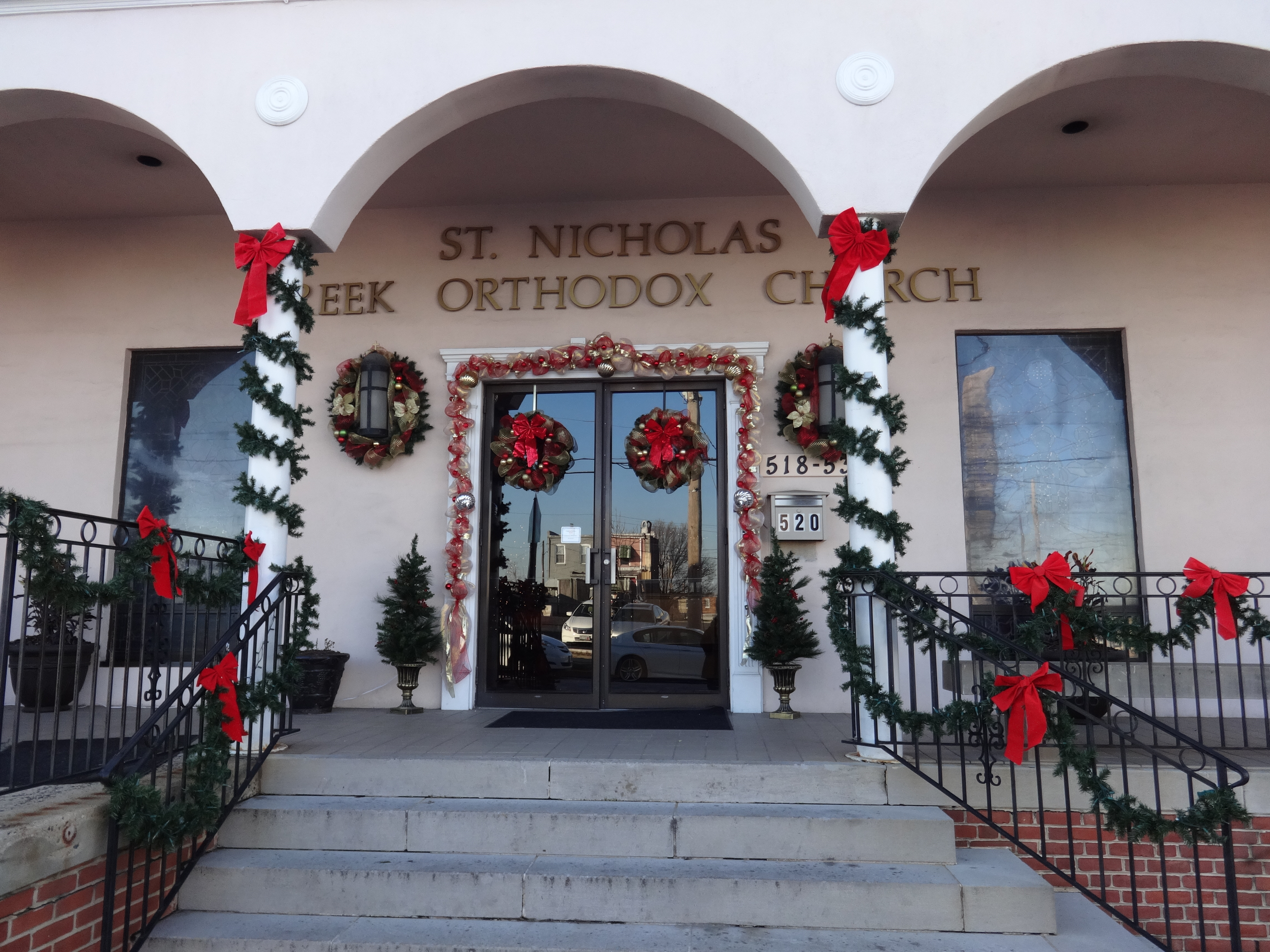
Церковь Святого Николая (2014)

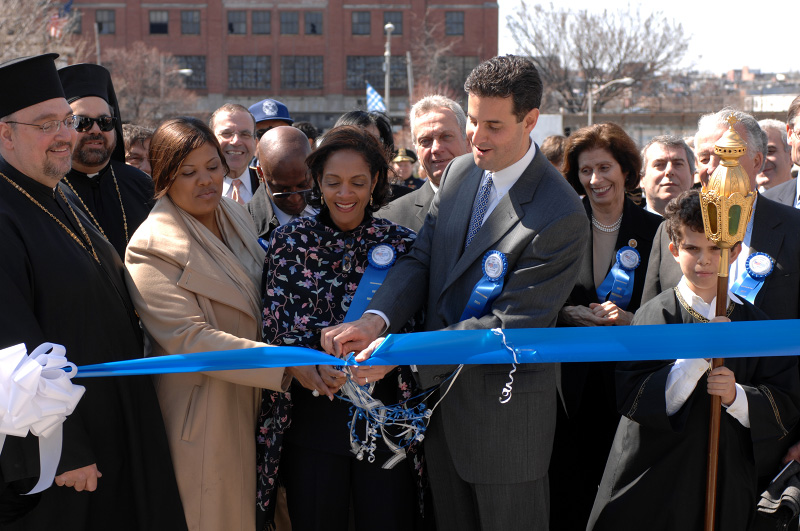
Джон Сарбейнз и мэр Балтимора Шейла Диксон разрезают ленточку на Мэрилендском параде в честь Дня Независимости Греции (2007)

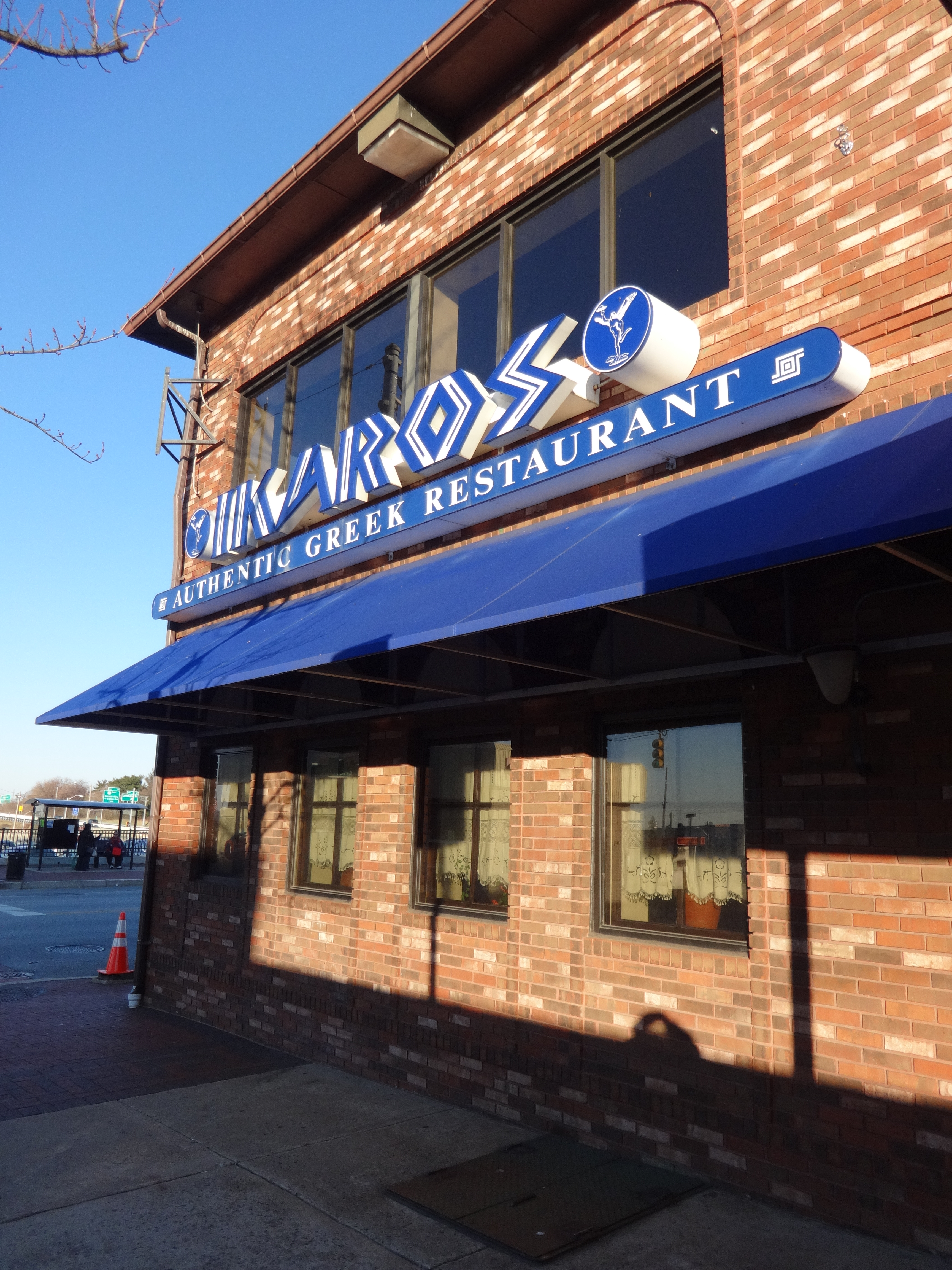
Аутентичный греческий ресторан «Ikaros» (2014)

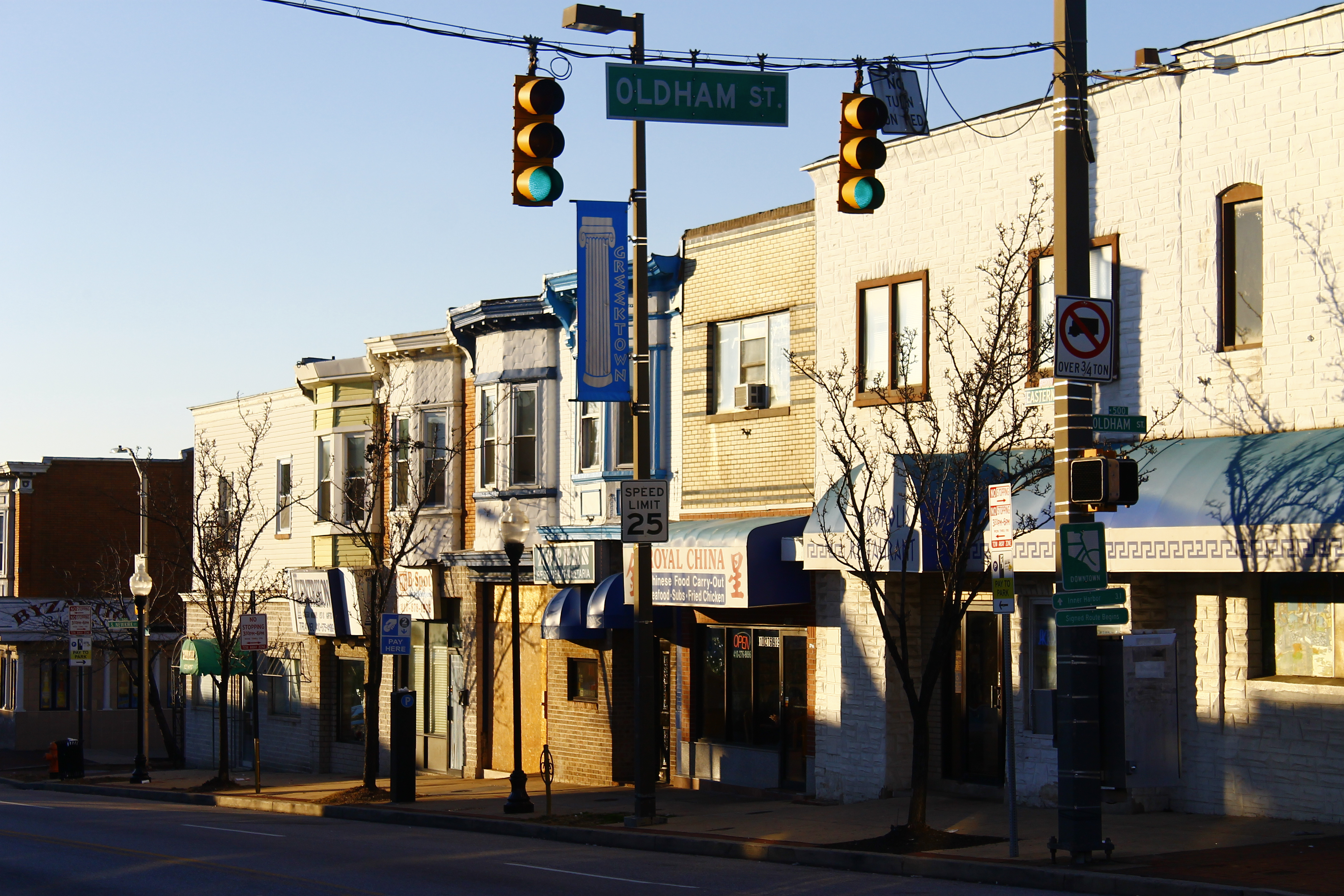
Ресторан «Acropolis» (2014)

С 1930-х годов Гриктаун населяет процветающая греческая община. Некогда известный как Хилл, в 1980-е годы по просьбе жителей района Городской совет Балтимора изменил его название на Гриктаун.
С 2012 года в районе была реализована программа возрождения.
Балтиморский Гриктаун, представляющий собой процветающую изолированную жилую и деловую общину, населяющую односемейные таунхаусы, известен своими многочисленными аутентичными греческими ресторанами, кафе, пекарнями и разнообразными малыми предприятиями.
В районе расположена греческая православная церковь Святого Николая.
Ежегодно в Гриктауне проходят Балтиморский греческий фестиваль и парад по случаю Дня Независимости Греции.

## Население
В 2010 году район населяло около 50,9 % белых жителей, 22 % испанцев, 17,8 % афроамериканцев, 6,3 % азиатов и около 3 % всех остальных.
В 2014 году в районе проживало около 600 семей. Максимальное число составляло около 1 000 семей.
Население района — полиэтническое и многокультурное сообщество преимущественно синих воротничков, основными представителями которого являются греки и другие евроамериканцы, но и включающее также большое число коренных американцев, американцев азиатского происхождения, афроамериканцев и латиноамериканцев (главным образом пуэрториканцев, мексиканцев, доминиканцев и небольшое число гватемальцев и сальвадорцев).